# Lista meczów pomiędzy drużynami KHL i NHL
Lista meczów rozegranych pomiędzy drużynami z rozgrywek Kontynentalnej Hokejowej Ligi (KHL) i National Hockey League (NHL).

## Lista meczów
| Data                | Miejsce                  | Drużyna KHL             | Wynik | Drużyna NHL         | Wydarzenie                            | Sezon KHL | Sezon NHL |
| ------------------- | ------------------------ | ----------------------- | ----- | ------------------- | ------------------------------------- | --------- | --------- |
| 1 października 2008 | PostFinance-Arena, Berno | Mietałłurg Magnitogorsk | 3:4   | New York Rangers    | 2008 Victoria Cup                     | 2008/2009 | 2008/2009 |
| 4 października 2010 | Pałac Lodowy, Petersburg | SKA Sankt Petersburg    | 5:3   | Carolina Hurricanes | 2010 Compuware NHL Premiere Challenge | 2010/2011 | 2010/2011 |
| 6 października 2010 | Arēna Rīga, Ryga         | Dinamo Ryga             | 1:3   | Phoenix Coyotes     | 2010 Compuware NHL Premiere Challenge | 2010/2011 | 2010/2011 |
| Podsumowanie        | 3 mecze                  | 1 zwycięstwo            | 9:10  | 2 zwycięstwa        | –                                     | –         | –         |